# Lista de montanhas de Andorra
Este anexo é composto por uma lista de montanhas de Andorra:
| Montanha                  | Altitude (m) | Proeminência (m) | Cordilheira | Observações                                                     |
| ------------------------- | ------------ | ---------------- | ----------- | --------------------------------------------------------------- |
| Coma Pedrosa              | 2944         | 434              | Pirenéus    | O mais alto do país                                             |
| Puig de Roca Entrevessada | 2928         | -                | Pirenéus    | Sobre a fronteira Andorra-Espanha                               |
| Pic de l'Estanyó          | 2915         | -                | Pirenéus    | -                                                               |
| Pico de Médécourbe        | 2914         | -                | Pirenéus    | Na tríplice fronteira ocidental entre Andorra, Espanha e França |
| Pico de la Serrera        | 2914         | -                | Pirenéus    | Sobre a fronteira Andorra-França                                |
| Pic du Port               | 2903         | -                | Pirenéus    | Sobre a fronteira Andorra-França                                |
| Tossa Plana               | 2898         | -                | Pirenéus    | Sobre a fronteira Andorra-Espanha                               |
| Pico de Sanfonts          | 2894         | -                | Pirenéus    | -                                                               |
| Casamanya                 | 2752         | -                | Pirenéus    | -                                                               |
| Pico de Port Vell         | 2655         | -                | Pirenéus    | -                                                               |
| Pico de Aspres            | 2562         | -                | Pirenéus    | -                                                               |